# 苏州东站
苏州东站又名桑田岛站，为通苏嘉甬铁路建设中、如通苏湖城际铁路规划中的地下中间站和未来苏淀沪城际铁路的起始站，位于中华人民共和国江苏省苏州市苏州工业园区桑田岛附近。。车站正在与通苏嘉甬铁路同步建设。

## 车站结构
本站为地下四层四台九线布置，通苏嘉甬铁路2台6线，如通苏湖城际铁路位于外侧，设两座侧式站台；苏淀沪城际铁路设一座侧式站台。苏淀沪城际铁路与如通苏湖城际铁路接轨，如通苏湖城际铁路与通苏嘉甬铁路设有带安全线的联络线。
| 地面 |                                                                   | 出入口                                                            |  |  |
| B1层 | 地方配套                                                          | 不属于铁路范围                                                    |  |  |
| B2层 | 地方配套                                                          | 不属于铁路范围                                                    |  |  |
| B3层 | 站厅                                                              | 票务服务、自动售票机、人工服务台，换乘地铁桑田岛站                |  |  |
| B4层 | 如通苏湖城际铁路往长兴（吴中）/苏淀沪城际铁路上海方向（规划未定） | 如通苏湖城际铁路往长兴（吴中）/苏淀沪城际铁路上海方向（规划未定） |  |  |
| B4层 | 侧式站台                                                          |                                                                   |  |  |
| B4层 | 通苏嘉甬铁路往宁波西（苏州南）                                    |                                                                   |  |  |
| B4层 | 通苏嘉甬铁路往南通西（苏州园区）                                  |                                                                   |  |  |
| B4层 | 侧式站台                                                          |                                                                   |  |  |
| B4层 | 苏淀沪城际铁路到达站台                                            |                                                                   |  |  |
| B4层 | 如通苏湖城际铁路往如东南（苏州园区）                              |                                                                   |  |  |
| B4层 | 侧式站台                                                          |                                                                   |  |  |

## 接驳交通
已经建成的苏州轨道交通2号线和6号线在附近设有桑田岛站，地铁站和城际车站之间通过换乘通道连接。